# SOV (Subject Object Verb)
SOV (ang. Subject Object Verb, dosł. podmiot dopełnienie orzeczenie) – skrót oznaczający typ zdania, w którym podmiot występuje przed dopełnieniem, a orzeczenie występuje na końcu, a także typ języka, w którym taki szyk dominuje. Jest to jeden z dwóch najpopularniejszych typów obok SVO, jako szyk podstawowy występuje w 44,78% języków.

## Przykładowe językiSOV
To m.in.: łacina, japoński, koreański, turecki, tamilski, tybetański, hindi, farsi.
Przykładowe zdanie SOV w języku japońskim:
- 私はリンゴを食べました。

Watashi[rzecz.] wa[temat] ringo[rzecz.] o[dopeł.] tabemashita[hon. czas. przeszły].
Watashi wa (podmiot) ringo o (dopełnienie) tabemashita (orzeczenie).
Ja (podmiot) jabłko (dopełnienie) zjadłem (orzeczenie).
Zjadłem jabłko.
W tym zdaniu, 私 (watashi) jest podmiotem (dokładniej, tematem) oznaczającym „ja” (pierwszą osobę liczby pojedynczej), który został oznaczony specyficznym dla języka japońskiego markerem (partykułą) tematu は (wa). リンゴ (ringo) jest dopełnieniem, które podobnie jak podmiot, jest oznaczony kolejną partykułą – を (o), markerem dopełnienia w japońskim. 食べました (tabemashita) jest czasownikiem oznaczającym „jeść” i postawiony został na końcu zdania.

## Szyk zdania w łacinie
Trzeba jednak zauważyć, że w łacinie szyk jest w praktyce zupełnie swobodny, np. zdania: (ego) pomum edo (SOV), (ego) edo pomum (SVO), Edo ego pomum (VSO), Edo pomum ego (VOS), Pomum ego edo (OSV) i Pomum edo ego (OVS): jem jabłko – są praktycznie ekwiwalentne; różnią się jedynie rozłożeniem nacisku na poszczególne elementy zdania.

## Przypadek języka niemieckiego
W niektórych językach, np. niemieckim istnieją przypadki, gdy orzeczenie lub jego część występuje na końcu zdania: Er ist Dolmetscher geworden. Sie hat dringend gehen müssen. Z typologicznego punktu widzenia cecha ta nie kwalifikuje języka jako mającego orzeczenie na końcu zdania.